# NeoPlanet
O NeoPlanet foi um navegador web baseado no Trident, o motor de renderização do Internet Explorer.

## Características
O visual da janela do NeoPlanet era moderna e atraente. Existiam na internet milhares de skins para o NeoPlanet que permitiam modificar o aspecto da janela do navegador segundo um determinado tema.
O navegador trazia também embutido um cliente de e-mail simples, um motor de busca e um gerenciador de downloads.